# Bryopolia tribulis
Bryopolia tribulis là một loài bướm đêm trong họ Noctuidae.